# ریک برنز
ریک برنز (انگلیسی: Ric Burns؛ زادهٔ ۱۹۵۵ میلادی) نویسنده و مستندساز اهل ایالات متحده آمریکا است.
او برادر کوچکتر کن برنز است.